# Eugen Friedrich Reinhold Jannsen
Eugen Friedrich Reinhold Jannsen (* 28. Septemberjul. / 10. Oktober 1853greg. in Pärnu; † 14. September 1930 in Tartu) war ein estnischer Arzt und gesellschaftlicher Aktivist.

## Leben
Eugen Jannsen war der Sohn von Johann Voldemar Jannsen und Annette Julia Emilie Koch und der jüngste Bruder von Lydia Koidula und Harry Jannsen. Er studierte von 1874 bis 1880 Medizin an der Kaiserlichen Universität Dorpat und erlangte dort 1881 den Titel eines Dr. med. 1882–1884 war er Militärarzt in Kronstadt und gleichzeitig Zensor für die estnischsprachige Presse der Ostseeprovinzen des Russischen Kaiserreichs. Da er 1884 zum Zensor in Tartu ernannt wurde, übersiedelte er in die Universitätsstadt und ließ sich dort als Augenarzt nieder. Das Zensoramt hatte er bis 1892 inne, danach war er wieder Militärarzt und nahm sowohl am Russisch-Japanischen Krieg als auch am Estnischen Freiheitskrieg teil. 1921 wurde er aus dem Dienst entlassen, sodass er sich in Tartu zur Ruhe setzen konnte.

## Beteiligung an der nationalen Emanzipationsbewegung
Durch seine familiäre Herkunft war Jannsen in verschiedenen Bereichen, die sich um eine Förderung der estnischen Kultur und Literatur bemühten, aktiv. So stand er 1870 in Koidulas zweitem Stück „Die Freiersbirken“ mit einer kleinen Rolle auf der Bühne, und auch im nächsten Stück seiner Schwester war er mit von der Partie. Ferner war er kurzzeitig Redakteur des Perno Postimees und ein frühes Mitglied des Vereins Studierender Esten, der 1870 gegründet wurde und der eine wichtige Rolle bei der nationalen Emanzipation der Esten spielte.